# Socket 495
Socket 495 är en processorsockel för bärbara Intel Pentium III och Celeron processorer.